# Sí ministro

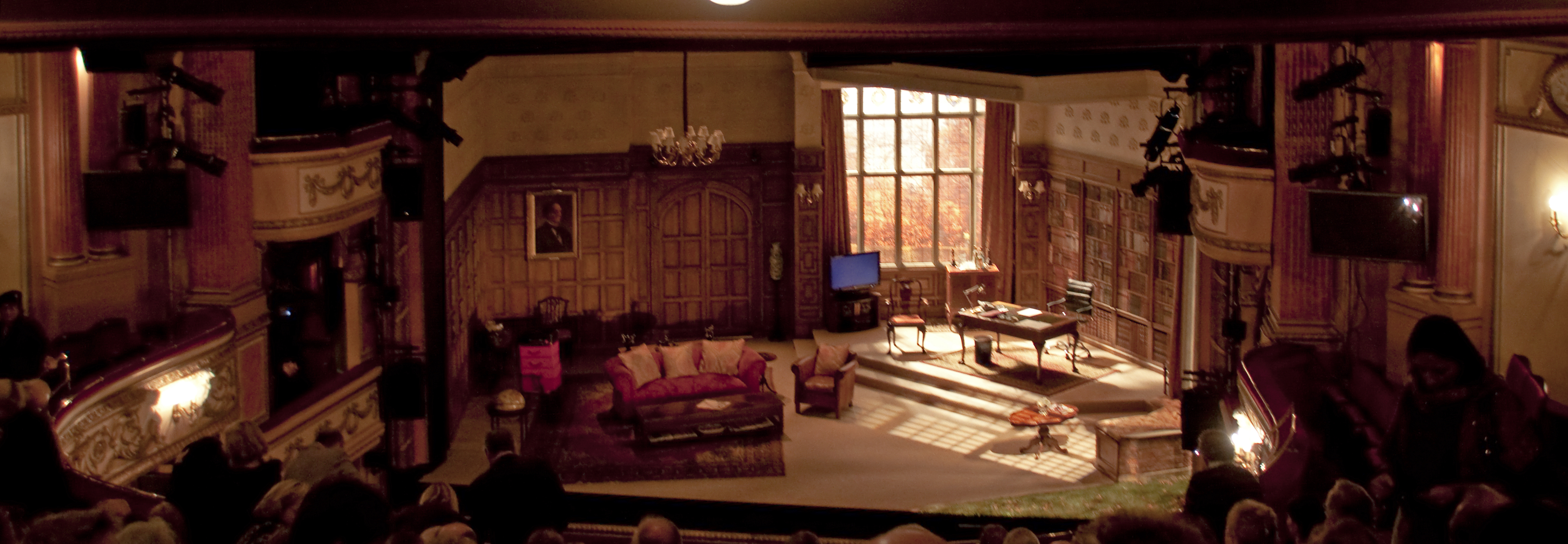
Imagen alusiva a la serie Yes, Minister. Lanzada en 1980 ‧ Comedia de situación ‧ 3 temporadas.

Sí, Ministro (Yes Minister, en inglés) es una sitcom británica, coescrita por Antony Jay y Jonathan Lynn y protagonizada por Paul Eddington, Nigel Hawthorne y Derek Fowlds. Emitida originalmente por la BBC entre 1980 y 1984, la serie se dividió en tres temporadas de siete capítulos cada una. Premiada con varios BAFTA, la historia contó con una secuela: Sí, Primer Ministro (1986-1988). La serie tuvo un total de veintiún capítulos que, sumados a los de la secuela, forman un total de treinta y ocho. 
Margaret Thatcher, en aquel momento la primera ministra británica, llegó a confesar que era su serie preferida.
A partir del primer capítulo, los créditos eran acompañados por caricaturas de los protagonistas dibujadas por Gerald Scarfe.

## Sinopsis
James Hacker (Paul Eddington) ha sido nombrado nuevo Ministro de Asuntos Administrativos. Pero sus diversos intentos de formular y promulgar leyes o realizar cambios en el departamento siempre cuentan con la oposición de los funcionarios y de su secretario permanente, sir Humphrey Appleby (Nigel Hawthorne). Además, su secretario privado principal, Bernard Woolley (Derek Fowlds), casi siempre se encuentra atrapado entre ambos. Casi todos los capítulos finalizan con un «Sí, Ministro» («Yes, Minister»), pronunciado normalmente por Appleby para remarcar su victoria o derrota ante su superior jerárquico. 

## Radio
Entre octubre de 1983 y noviembre de 1984, se emitieron 16 capítulos, con el reparto original, adaptados para la BBC Radio 4.

## Cultura popular
Humphrey fue el nombre dado, en alusión al funcionario protagonista de la serie, al gato empleado de 1989 a 1997 para cazar ratones en 10 Downing Street, la residencia oficial del primer ministro, durante los mandatos de Margaret Thatcher, John Major y los primeros seis meses del mandato de Tony Blair.